# Biroia ruficollis
Biroia ruficollis är en stekelart som beskrevs av Cameron 1911. Biroia ruficollis ingår i släktet Biroia och familjen bracksteklar. Inga underarter finns listade.